# Herman Hollerith
Herman Hollerith (Buffalo, Nueva York, 29 de febrero de 1860-Washington D. C., 17 de noviembre de 1929) fue un inventor que desarrolló un tabulador electromagnético de tarjetas perforadas para ayudar en el resumen de la información y, más tarde, la contabilidad. Fue el fundador de la compañía de máquinas de tabulación que se fusionó (a través de adquisición de acciones) en 1911 con otras tres compañías para formar una quinta parte de la empresa, la Computing Tabulating Recording Company, más tarde llamada International Business Machines (IBM).
Es considerado una de las figuras clave en el desarrollo del procesamiento de datos. Su invención de la máquina de tabulación con tarjetas perforadas marcó el comienzo de la era de los sistemas de procesamiento de datos semiautomáticos, un concepto que dominó el panorama tecnológico durante casi un siglo. Está considerado como el primer informático, es decir el primero que logra el tratamiento automático de la información (Informática= Información + automática). También está dentro de los creadores de la primera computadora en el mundo.

## Biografía de Herman Hollerith
Herman Hollerith era hijo del inmigrante alemán Georg Hollerith, un maestro de escuela de Großfischlingen, Renania-Palatinado. Nació en Buffalo, Nueva York, en 1860, donde también pasó su primera infancia. En 1875, a la temprana edad de quince años, Hollerith logra entrar en la Universidad de Columbia, donde se graduaría con honores como ingeniero de minas.
Tras pasar unos veranos trabajando en su tierra natal, uno de sus antiguos profesores, William Petit Throwbridge, le propuso ser el encargo de elaborar un censo sobre el uso del vapor y el agua. Allí, conoció a Kate Sherman Billings, hija de John Shaw Billings, jefe del departamento de estadísticas vitales de la oficina de censo de los Estados Unidos (apartado que contabiliza y estudia los nacimientos, las defunciones, los casamientos y los divorcios). Así pues, este le inspiró y ayudó en su creación, reconocimiento que le otorgó poco antes de morir.
En 1882, Herman empezó a trabajar para el Massachusetts Institute of Technology (MIT), donde ejerció de instructor de ingeniería mecánica. Pero su estancia en dicho puesto de trabajo fue corta, pues no le acababa de agradar el mundo de la educación. Después, estuvo en San Luis, Misuri, donde estudió y diseñó ferrocarriles eléctricos. En 1884, obtuvo un cargo en la oficina de patentes de EE. UU. en Washington D. C.. Cargo que desempeñó durante los siguientes seis años.
Herman observó que las preguntas contenidas en los censos se podían contestar con un "sí" o un "no". Entonces ideó una tarjeta perforada, una cartulina en la que, según estuviera perforada o no en determinadas posiciones, se contestaba este tipo de preguntas. La tarjeta tenía 80 columnas.
El Gobierno de los Estados Unidos eligió la máquina tabuladora de Hollerith (considerada por algunos como la primera computadora) para elaborar el censo de 1890. Se tardaron sólo 3 años en perforar unos 56 millones de tarjetas. Esto permitió que el censo de ese país se pudiera hacer de una manera más fácil.
Hollerith patentó su máquina en 1889. Un año después incluyó la operación de sumar con el fin de utilizarla en la contabilidad de los Ferrocarriles Centrales de Nueva York.
En 1896, Hollerith fundó la empresa Tabulating Machine Company, con el fin de explotar comercialmente su invento. En 1911, dicha compañía se fusionó con Computing Scale Company, International Time Recording Company y Bundy Manufacturing Company, para crear la Computing Tabulating Recording Corporation (CTR). El 14 de febrero de 1924, CTR cambió su nombre por el de International Business Machines Corporation (IBM), cuyo primer presidente fue Thomas John Watson, quien curiosamente no estaba muy convencido del futuro que podían tener estas máquinas.
Hollerith murió en el 17 de noviembre de 1929 a los 69 años, a causa de un repentino ataque al corazón.

## La máquina tabuladora

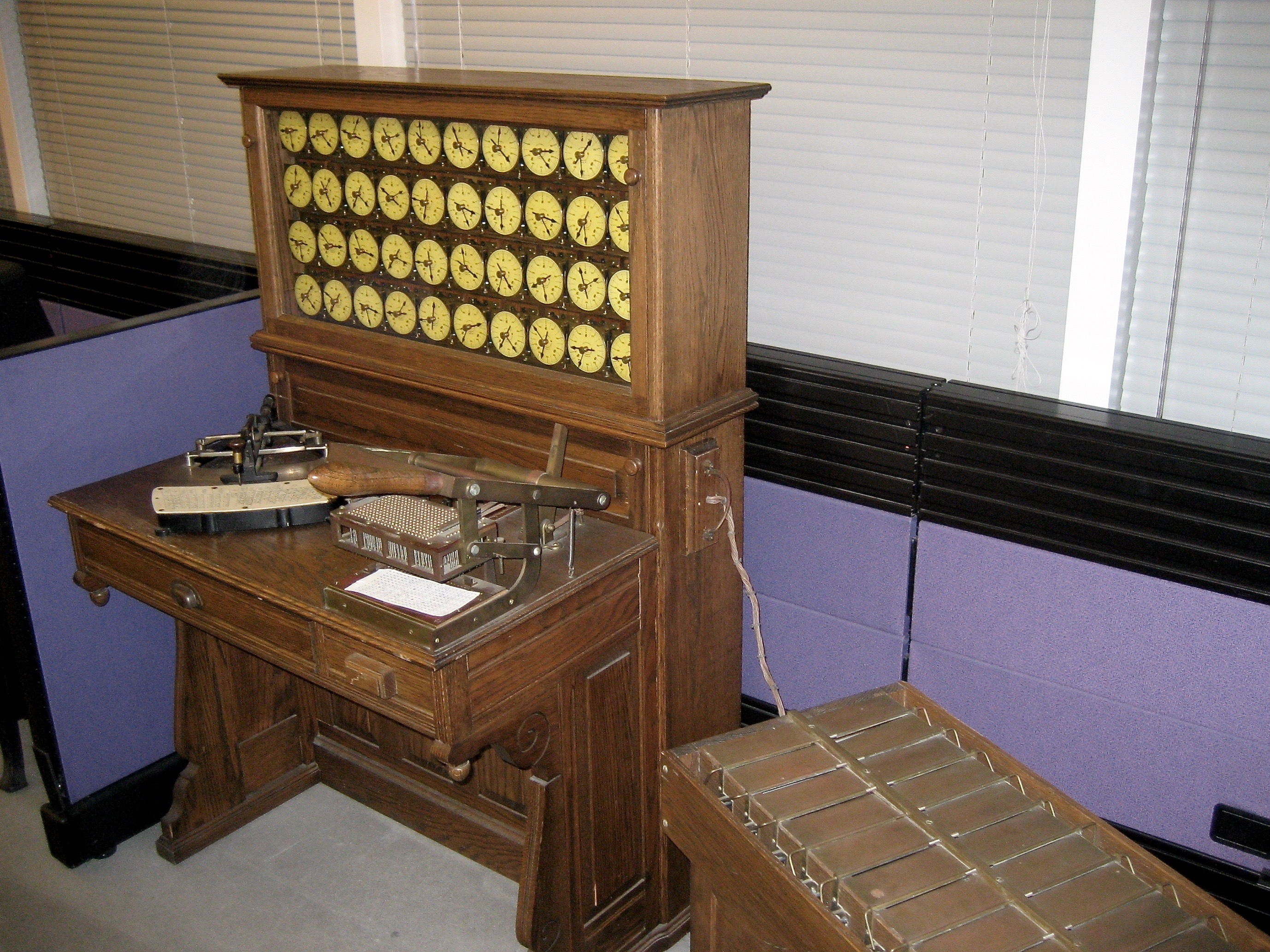
Tabuladora de Hollerith.

En esa época, los censos se realizaban de forma manual, con el retraso que eso suponía (hasta 10 o 12 años). Herman Hollerith comenzó codificando la información del censo en una cinta de papel dividida en espacios, en el que cada uno de ellos significaba algún ítem: sexo, franja de edad, raza, etc. Según cada persona se agujereaba uno de los espacios concretos. Los papeles, una vez hechos los agujeros, eran leídos por un dispositivo y el proceso se aceleró un poco. Hollerith patentó su máquina en el 1889. Un año después incluyó la operación de sumar con la finalidad de utilizarla en la contabilidad de los Ferrocarriles Centrales de Nueva York. También aplicó su mecanismo a las estadísticas de sanidad de algunas ciudades de América del Norte. Mientras, continuaba perfeccionando el diseño y funcionamiento de su invento.
En el año 1887 se utilizó su sistema para calcular datos estadísticos sobre la mortalidad en Baltimore. Hollerith ya había cambiado su diseño inicial, y había sustituido las cintas de papel por tarjetas perforadas. Como consecuencia, se diseñaron herramientas especiales que realizaban un orificio de 6mm, por lo que se podía introducir mucha más información que con el sistema inicial, el que se basaba en marcar los campos con tinta, posteriormente sustituida por orificios de gran tamaño.
Con el tiempo empezó a trabajar en el diseño de una máquina tabuladora o censadora, basada en las anteriormente llamadas tarjetas perforadas. De esta forma se podía almacenar más información y era más fácil de guardar. Hollerith observó que la mayor parte de las preguntas contenidas en los censos se podían contestar con un SÍ o un NO. Entonces ideó una tarjeta perforada. Una cartulina en la cual, según estuviera perforada o no en determinadas posiciones, se contestaba este tipo de preguntas. El sistema de tarjetas se patentó en 1889. El gobierno de EEUU escogió la máquina tabuladora de Hollerith para elaborar el censo de 1890. Se tardaron sólo 3 años en perforar unas 56 millones de tarjetas.
El uso de estas tarjetas perforadas facilitaba la clasificación de los datos. Gracias a las tarjetas era posible ver, por ejemplo, el número de mujeres o hombres que había en una población de una determinada edad. Herman Hollerith implantó una técnica que se usaría durante mucho tiempo y que sería la base de la computación hasta que aparecieron mejoras.
La máquina tabuladora no solo se usaba para el censo de población, sino también, por ejemplo, para calcular las estadísticas sanitarias del ejército o para elaborar el censo agrícola. Posteriormente, Hollerith decidió orientar la máquina tabuladora hacia un sector más comercial y mercantil, a causa del enorme éxito que había supuesto en el campo del censo.
En 1896, Hollerith fundó la empresa Tabulating Machine Company, con la finalidad de explotar comercialmente su invento. En ese momento, gracias a su previsión de patentar todos sus inventos, poseía el monopolio del procesamiento y codificación de la información.
Patentó la "Electric Tabulating Machine" ("máquina eléctrica de tabulación")

## Inventos y empresas

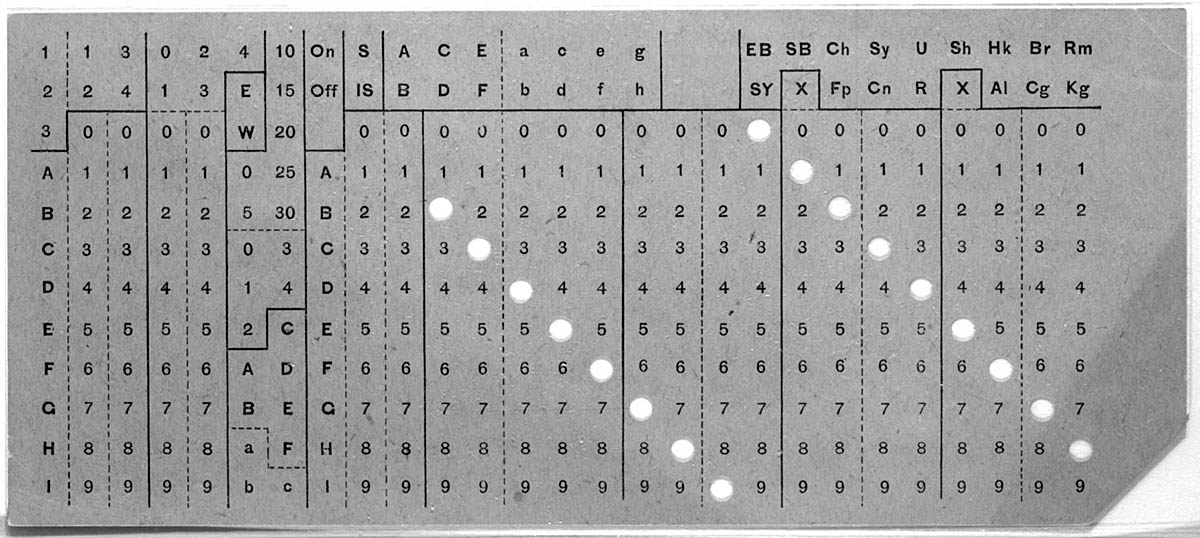
Hollerith punched card

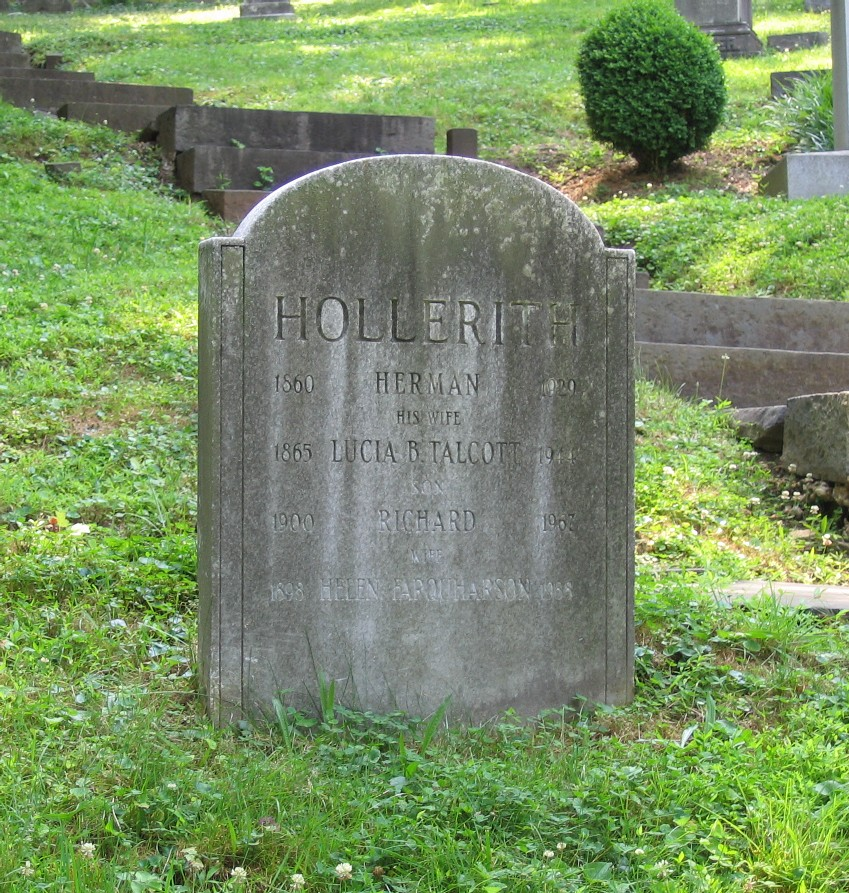
Hollerith's grave at Oak Hill Cemetery in Georgetown in Washington, D.C.

Hollerith había dejado la enseñanza y comenzó a trabajar para la Oficina del Censo de los Estados Unidos en el año en que presentó su primera solicitud de patente. Titulada "Art of Compiling Statistics", fue presentada el 23 de septiembre de 1884; la patente estadounidense 395.782 fue concedida el 8 de enero de 1889.
Hollerith inicialmente hizo negocios bajo su propio nombre, como The Hollerith Electric Tabulating System, especializándose en equipo de procesamiento de datos de tarjetas perforadas. Suministró  tabuladoras y otras máquinas bajo contrato para la Oficina del Censo, que las utilizó para el censo de 1890. El efecto neto de los numerosos cambios con respecto al censo de 1880: el aumento de la población, los datos que debían recogerse, el recuento de la Oficina del Censo, las publicaciones programadas y el uso de los tabuladores electromecánicos de Hollerith, redujeron el tiempo necesario para procesar el censo de ocho años para el 1880 census a seis años para el censo de 1890.
En 1896, Hollerith fundó la Tabulating Machine Company (en 1905 pasó a llamarse The Tabulating Machine Company). 
 Muchas de las principales oficinas de censos de todo el mundo alquilaron sus equipos y compraron sus tarjetas, al igual que las principales compañías de seguros. Las máquinas de Hollerith se utilizaron en los censos de Inglaterra, Italia, Alemania, Rusia, Austria, Canadá, Francia, Noruega, Puerto Rico, Cuba y Filipinas, y de nuevo en el «Censo de Estados Unidos, 1900».
Inventó el primer mecanismo automático de alimentación de tarjetas y la primera perforadora de tarjetas.  El Tabulador de 1890 estaba cableado para funcionar con las tarjetas del censo de 1890. Un panel de control en su Tabulador Tipo I de 1906 simplificó el recableado para diferentes trabajos.  El panel de control extraíble de la década de 1920 permitía el precableado y el cambio de trabajo casi instantáneo. Estos inventos se encuentran entre los cimientos de la industria del procesamiento de datos y las tarjetas perforadas de Hollerith (que posteriormente se utilizaron para la «entrada/salida de tarjetas perforadas») siguieron utilizándose durante casi un siglo.
El 1911 su compañía se fusionó para crear la Computing Tabulating Recording Company (CTR).
El 14 de febrero de 1924, CTR cambió su nombre por el de International Business Machines Corporation (IBM), el primer presidente de la cual fue Thomas John Watson, que curiosamente no estaba muy convencido del futuro que podían tener estas máquinas. Hoy en día, IBM es una de las empresas líderes en el sector informático.
En 1911, cuatro empresas, incluida la de Hollerith, con Dayton Scale Company, International Time Recording Company y Bundy Manufacturing Company, se fusionaron para formar la Computing-Tabulating-Recording Company (CTR).
Bajo la presidencia de Thomas J. Watson, CTR pasó a llamarse International Business Machines Corporation (IBM) en 1924. 
En 1933, el nombre de The Tabulating Machine Company había desaparecido.

## Muerte y legado
Herman Hollerith murió el 17 de noviembre de 1929; fue enterrado en el Oak Hill Cementery del barrio de Georgetown (Washington D. C.), igual que su hijo, Herman Hollerith Jr.
Las tarjetas perforadas (Hollerith Cards) fueron bautizadas con su nombre, así como las Hollerith constants o Hollerith strings, otra de sus contribuciones en el mundo de la programación de ordenadores.
Se le considera uno de los padres de la informática moderna debido a sus grandes invenciones.

## Lectura adicional
- Ashurst, Gareth (1983). Pioneers of Computing. Frederick Muller. pp. 77-90.
- Beniger, James R. (1986/2009) La revolución del control: Technological and Economic Origins of the Information Society,  Harvard University Press, 1986 pp. 390-425
- Cortada, James W. (1993). Before the Computer: IBM, NCR, Burroughs, & Remington Rand & the Industry they created, 1865 - 1956. Princeton. pp. 344. ISBN 0-691-04807-X.
- Essinger, James (2004). Jacquard's Web: How a Hand-Loom Led to the Birth of the Information Age. Oxford: Oxford University Press. (requiere registro).
- Engelbourg, Saul (1954). International Business Machines: A Business History (PhD). Columbia University. p. 385.  Reimpreso por Arno Press, 1976, de la mejor copia disponible.  Algunos textos son ilegibles.
- Heide, Lars. "Herman Hollerith". En Jeffrey Fear (ed.). Immigrant Entrepreneurship: German-American Business Biographies, 1720 to the Present.  Instituto Histórico Alemán, 2017.
- Heide, Lars (2009). Punched-Card Systems and the Early Information Explosion, 1880-1945. Johns Hopkins. ISBN 978-0-8018-9143-4. (requiere registro).
- Hollerith, Herman (April 1889). «An Electric Tabulating System». The Quarterly, Columbia University School of Mines X (16): 238-255.  Del sitio de Historia de la Universidad de Columbia: Este artículo es la base de su Ph.D. de Columbia de 1890. Extractos reproducidos en (Randell, 1982).
- Hollerith, Herman (1890). En relación con el sistema de tabulación eléctrica que ha sido adoptado por el gobierno de Estados Unidos para el trabajo de la oficina del censo. Tesis de doctorado. Universidad de Columbia School of Mines.
- Hollerith, Herman (December 1894). «The Electrical Tabulating Machine». Journal of the Royal Statistical Society (Blackwell Publishing) 57 (4): 678-682. JSTOR 2979610. doi:10.2307/2979610.  De Randell (1982),"... breve... fascinante artículo... describe la forma en que se utilizaron los tabuladores y clasificadores en ... 100 millones de tarjetas ... del censo de 1890".